# Споменик ослободиоцима Требиња
Споменик ослободиоцима Требиња је градски споменик који се налази у центру Требиња, у непосредној близини платана старих више од 120 година.

## Историјат
Споменик ослободиоцима је подигнут на мјесту гдје је у Првом свјетском рату објешено 79 особа, 77 мушкараца и двије жене. Откривен је 5. августа 1938. године поводом 20. годишњице ослобођења Требиња. 

## Стил споменика
Споменик се састоји од једног изванредно лијепо извајаног анђела урађеног у немањићком стилу, који се налази на врху стуба који почива на нешто широј бази. Кип који је израдио, по цртежима Јована Дучића, страни мајстор. Висок између 4 и 5 метара, стуб се при дну шири у постамента на којем су уклесани натписи. Дучићева идеја о побједи добра над злом је представљена кроз лик анђела који ногама гази змију, симбол зла, патње и ропства. Анђео, као чувар мира и слободе Града, стоји са исуканим мачем.

## Галерија
- Споменик ослободиоцима у центру Требиња
- Скице Јована Дучића за споменик